# Drasteria cailino
Drasteria cailino ist ein Schmetterling (Nachtfalter) aus der Familie der Eulenfalter (Noctuidae). 

## Merkmale

### Falter
Die Flügelspannweite der Falter beträgt 30 bis 42 Millimeter. Auf der Oberseite der Vorderflügel zeigt sich ein Wechsel verschiedenfarbiger Regionen. Die Basalregion ist schwarzbraun, die Diskalregion wurzelwärts zunächst ocker bis rosa und geht dann in einen dunkelbraunen, nach außen grau angelegten Bereich über. Der Saum ist dunkelbraun. Die Nierenmakel heben sich sehr groß ockerfarben hervor und besitzen im Inneren meist eine stark gezackte Linie. Ring- und Zapfenmakel sind nicht, Querlinien oftmals undeutlich erkennbar. Die Hinterflügel sind weiß und mit einem breiten schwarzbraunen Band im Saumfeld versehen. In diesem befindet sich zuweilen ein weißlicher Fleck nahe am Innenwinkel. Der Diskalfleck ist halbmondförmig, fehlt jedoch bei manchen Exemplaren. Die Fransen schimmern seidig weiß und werden von einem kurzen dunklen Bereich etwa in der Mitte unterbrochen.

### Ähnliche Arten
Drasteria picta zeigt ein insgesamt dunkleres Erscheinungsbild und unterscheidet sich durch ein schmales, dunkles Band im Mittelfeld der Hinterflügel, das durch den Diskalfleck verläuft und bis zum Vorderrand reicht.

## Verbreitung und Lebensraum
Die Verbreitung der Art erstreckt sich über Südeuropa entlang des Mittelmeers sowie Richtung Osten nach Kleinasien, den Mittleren Osten, Südwestrussland und Kasachstan. Außerdem kommt sie in Zentralasien vor. Auf den Kanarischen Inseln und in Nordafrika lebt die nahe verwandte Art Drasteria philippina. Drasteria cailino ist hauptsächlich in warmen Flusstälern, auf Steppenwiesen und an xerothermen Berghängen anzutreffen. 

## Lebensweise
Die nachtaktiven Falter fliegen in zwei Generationen von Mai bis Juli sowie im Herbst. Sie besuchen künstliche Lichtquellen. Die Raupen ernähren sich von den Blättern der Korb-Weide (Salix viminalis).

## Belege